# Uzunada
Uzunada ili Uzun ada (doslovno "dugi otok") je otok smješten na ulazu u Izmirski zaljev, u Egejskom moru, na zapadnoj obali Turske. Njegova površina je 26.8 km2.
Nalazi se između poluotoka Karaburun na zapadu i okruga Foça na istoku. Proteže se u duljini od 9 km u smjeru sjever-jug. To je četvrti po veličini turski otok i treći po veličini u Egejskom moru.
Otok je nazvan mnogim imenima. Njegovo starogrčko ime bilo je Drymoussa (Δρυμούσσα), a poznato je i pod kasnijim grčkim imenima Makronisi ("dugi otok") ili Englezonisi ("otok Engleza"), no vjerojatnije je da je to ime potječe od riječi Enclazomenisi iz antičkog grada Klazomene na suprotnoj obali. Na njegovom jugu je nekoliko manjih otočića, uključujući Yassıcu. Također se naziva "otok Chustan" (ili Keustan).
"Uzunada" je također ime nekoliko drugih, manjih otočića duž turske obale Egejskog mora. Uzunada je trenutno vojno područje i na njoj nije dotvoljeno naseljavanje.

## Povijest
Tukidid ukratko spominje Drymoussa kao mjesto gdje su neki brodovi spartanskog navarha Astioha ostali osam dana tijekom razdoblja jakih vjetrova u 20. godini Peloponeskog rata.
Nakon sklapanja Apamejskog mira 188. pr. Kr., otok je dodijeljen gradu Klazomeni.
Unatoč tvrdnjama o vlasništvu engleske obitelji koja datira iz sredine 19. stoljeća, do 1914. godine na otoku je živjelo oko 2000 osmanskih Grka.
Tijekom Prvog svjetskog rata, britanska sredozemna flota okupirala je otok (koji se naziva "Chustan") 1916., gdje su također izdali neke rijetke marke.
Nakon razmjene stanovništva između Grčke i Turske, većina bivših stanovnika otoka naselila se u Nea Ionia u Magneziji.

## Vanjske poveznice
- Mali otoci na Bliskom istoku